# Pachnephorus crocodilinus
Pachnephorus crocodilinus – gatunek chrząszcza z rodziny stonkowatych i podrodziny Eumolpinae.

## Taksonomia
Gatunek ten opisany został po raz pierwszy w 2007 roku przez Stefana Zoię. Jako lokalizację typową wskazano hodowlę krokodyli Mfuwe w Parku Narodowym Południowej Luangwy w Zambii.

## Morfologia
Chrząszcz o ciele długości od 2,4 do 3,4 mm. Ubarwienie ma błyszczące, ciemnobrązowe z lekkim połyskiem metalicznym oraz z rudobrązowymi odnóżami, głaszczkami i czułkami. Głowa ma na regularnie wypukłym i odsiebnie spłaszczonym czole białawe, rozdwojone szczecinki oraz białe, a w dwóch kropkach jasnobrązowe łuski o długości do czterech razy większej niż szerokość, rozdwojone maksymalnie do ⅓ długości. Powierzchnia czoła jest punktowana i mikrosiateczkowana. Nadustek jest pośrodku niepunktowany, a po bokach opatrzony kilkoma szczecinkami. Tak szerokie jak długie przedplecze ma umiarkowanie grubo punktowaną powierzchnię oraz nabrzmiałe w odsiebnych  ⅓ boki. Na bokach przedplecza występują białe i jasnobrązowe, od 3 do 4 razy dłuższe niż szerokie łuski, rozdwojone do ⅓ swej długości. Na dysku przedplecza łuski są jasnobrązowe, od 4 do 5 razy dłuższe niż szerokie. Pokrywy są półtora raza dłuższe niż szerokie, w nasadowej ⅓ delikatnie wciśnięte, o bokach w początkowych ⅔ słabo zakrzywionych, a dalej równomiernie zakrzywionych ku wierzchołkom. Rzędy są grubo punktowane, po bokach pokryw opatrzone białymi szczecinkami. Międzyrzędy są wypukłe, węższe niż punkty rzędów, zaopatrzone w brązowe i miejscami białe łuski o długości od 4 do 5 razy większej niż szerokość, rozwidlone maksymalnie do ⅓ długości. Podgięcia pokryw są szerokie, zaopatrzone w szereg białych szczecinek. Epimery przedtułowia są silnie punktowane, w odsiebnych narożach mające kilka białawych szczecinek lub są całkiem nagie. Epimery śródtułowia są całkiem nagie. Epimery zatułowia są wąskie, zaopatrzone w pojedynczy, a na końcach podwojony szereg punktów, z których każdy ma jedną białawą szczecinkę. Zapiersie porastają po bokach białe, rozdwojone szczecinki, a pośrodku białe włoski. Na odnóżach występują białawe, rozdwojone łuski. U samców przednia para odnóży ma stopy zwieńczone dwoma pazurkami, z których wewnętrzny jest rozdwojony, a zewnętrzny pojedynczy.

## Występowanie
Gatunek afrotropikalny, znany z Sudanu, Etiopii, Nigerii, Kamerunu, Demokratycznej Republiki Konga, Tanzanii, Namibii, Zambii, Malawi, Mozambiku i Południowej Afryki. Występuje w pobliżu wody.